# Макутино (Череповецкий район)
Макутино — деревня в Череповецком районе Вологодской области.
Входит в состав Абакановского сельского поселения, с точки зрения административно-территориального деления — в Дмитриевский сельсовет.
Расстояние до районного центра Череповца по автодороге — 70 км, до центра муниципального образования Абаканово по прямой — 21 км. Ближайшие населённые пункты — Елтухово, Дора, Среднее.
По переписи 2002 года население — 3 человека.